# Bodens HF
Bodens HF, bildad 3 december 2005, är en ishockeyklubb hemmahörande i Boden i Sverige. Föreningen har sina rötter i den tidigare klubben Bodens IK, som i sin tur hade sina rötter i före detta ishockeysektionen i Bodens BK. Klubbens färger är rött, svart och vitt. Klubbens A-lag spelar från och med säsongen 2017/18 i Hockeyettan Norra.

## Senaste säsonger
| Säsong    | Division            | Plats | Vårserie                  | Kval/Playoff                                                          |
| --------- | ------------------- | ----- | ------------------------- | --------------------------------------------------------------------- |
| 2006/2007 | Division 2 Norra A  | 1     |                           | Besegrar Lycksele i kval till Division 1, uppflyttade.                |
| 2007/2008 | Division 1A         | 5     | 2:a i vårserien           |                                                                       |
| 2008/2009 | Division 1A         | 5     | 2:a i vårserien           |                                                                       |
| 2009/2010 | Division 1A         | 5     | 1:a i fortsättningsserien | Playoff: Utslagna av Hudiksvalls HC                                   |
| 2010/2011 | Division 1A         | 6     | 3:a i fortsättningsserien |                                                                       |
| 2011/2012 | Division 1A         | 6     | 1:a i fortsättningserien  | Playoff: Utslagna av IF Björklöven                                    |
| 2012/2013 | Division 1A         | 7     | 3:a i fortsättningsserien | 3:a i kvalserie A, nerflyttade                                        |
| 2013/2014 | Division 2 A Norra  | 3     | 6:a i Alltvåan AB Norra   |                                                                       |
| 2014/2015 | Division 2 A Norra  | 2     | 1:a i Alltvåan AB Norra   | 4:a i Kvalserie A                                                     |
| 2015/2016 | Division 2 A Norra  | 1     | 1:a i Alltvåan AB Norra   | 3:a i Kvalserien Norra                                                |
| 2016/2017 | Hockeytvåan Norra A | 3     | 1:a Alltvåan AB Norra     | 2:a i Kvalserien Norra, uppflyttade                                   |
| 2017/2018 | Hockeyettan Norra   | 5:a   | 6:a i Allettan Norra      | Playoff: Besegrar Nybro, utslagna av Kallinge                         |
| 2018/2019 | Hockeyettan Norra   | 3:a   | 1:a i Allettan Norra      | Playoff: Besegrar Huddinge IK 6:a i kvalserien till Hockeyallsvenskan |
| 2019/2020 | Hockeyettan Norra   | 4     | 5:a i Allettan Norra      | Playoff: Besegrar Teg, utslagna av IF Troja/Ljungby                   |
| 2020/2021 | Hockeyettan Norra   | 1     | 1:a i Allettan Norra      | Slutspel: Besegrar Kalix, utslagna av Mariestad                       |
| 2021/2022 | Hockeyettan Norra   | 1     | 3:a i Allettan Norra      | Slutspel: Besegrar Wings, utslagna av Dalen                           |
| 2022/2023 | Hockeyettan Norra   | 2     | 5:a i Allettan Norra      | Slutspel: Besegrar Borås, utslagna av Hudiksvall                      |

### Fotnoter
1. ↑  ”Om Bodens hockeyförening”. Bodens HF. http://www.laget.se/bodenshf/About. Läst 3 april 2017.
2. ↑  Pelle Johansson (19 januari 2013). ”Det började med en missad straff” (på svenska). Norrländska socialdemokraten. http://www.nsd.se/sport/det-borjade-med-en-missad-straff-7411865.aspx#comment. Läst 3 april 2017.
3. ↑  ”Division 2 A Norra, Region Norr”. Svenska Ishockeyförbundet. http://stats.swehockey.se/ScheduleAndResults/Overview/4340. Läst 2 augusti 2018.
4. ↑  ”Alltvåan AB Norra, Region Norr”. Svenska Ishockeyförbundet. http://stats.swehockey.se/ScheduleAndResults/Overview/4242. Läst 2 augusti 2018.
5. ↑  ”Division 2 A Norra, Region Norr”. Svenska Ishockeyförbundet. http://stats.swehockey.se/ScheduleAndResults/Overview/5478. Läst 2 augusti 2018.
6. ↑  ”Alltvåan AB Norra, Region Norr”. Svenska Ishockeyförbundet. http://stats.swehockey.se/ScheduleAndResults/Overview/5835. Läst 2 augusti 2018.
7. ↑  ”Division 2 A Norra, Region Norr”. Svenska Ishockeyförbundet. http://stats.swehockey.se/ScheduleAndResults/Overview/6060. Läst 2 augusti 2018.
8. ↑  ”Alltvåan AB Norra, Region Norr”. Svenska Ishockeyförbundet. http://stats.swehockey.se/ScheduleAndResults/Overview/5835. Läst 2 augusti 2018.
9. ↑  ”HockeyTvåan Norra A, Region Norr”. Svenska Ishockeyförbundet. http://stats.swehockey.se/ScheduleAndResults/Overview/7540. Läst 2 augusti 2018.
10. ↑  ”Alltvåan AB Norra, Region Norr”. Svenska Ishockeyförbundet. http://stats.swehockey.se/ScheduleAndResults/Overview/7926. Läst 2 augusti 2018.